# Balclutha distincta
Balclutha distincta är en insektsart som beskrevs av Rauno E. Linnavuori 1959. Balclutha distincta ingår i släktet Balclutha och familjen dvärgstritar. Inga underarter finns listade i Catalogue of Life.